# Struga Wielanda

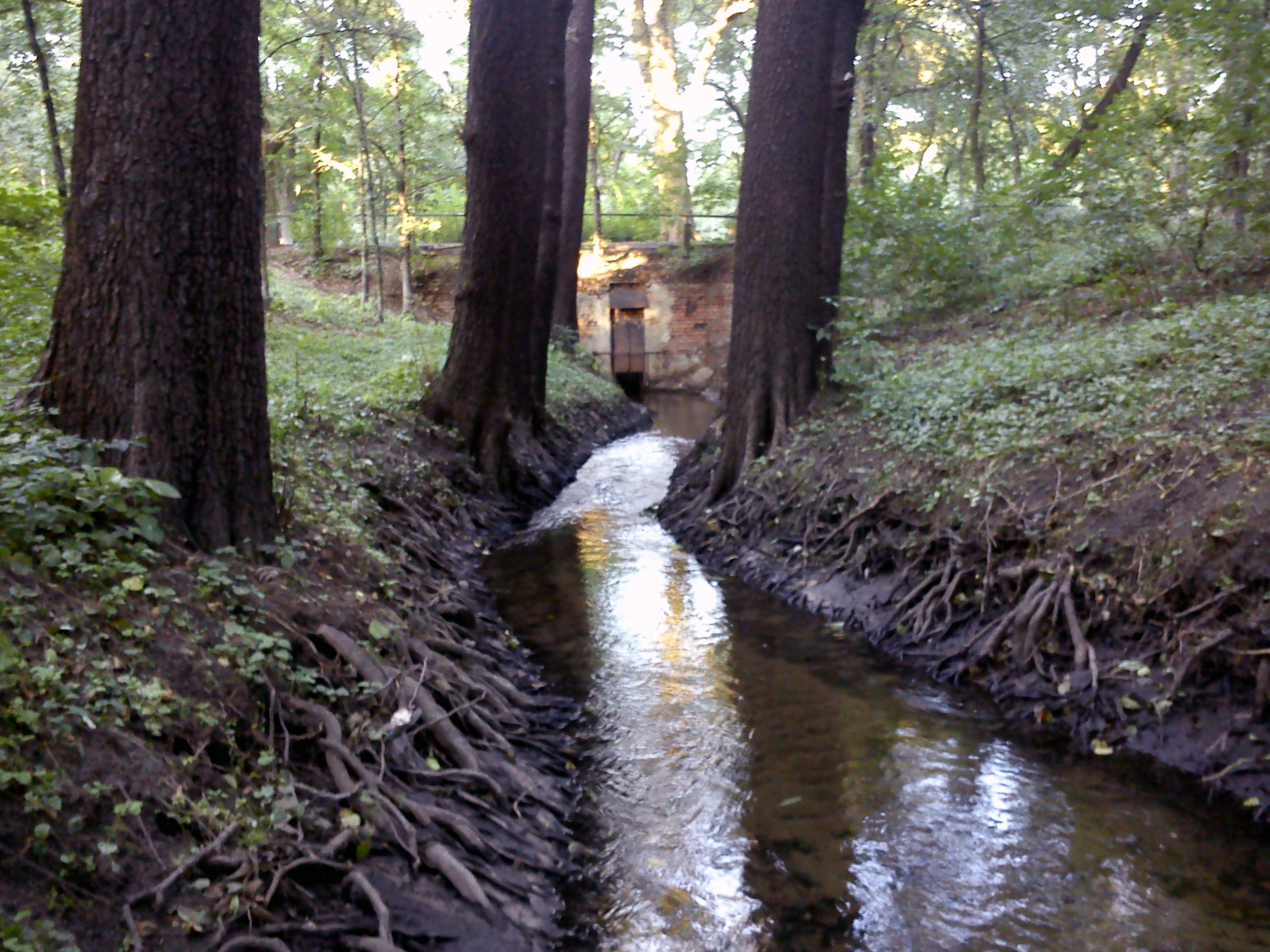
Struga Wielanda płynąca przez Park Tysiąclecia

Struga Wielanda – sztuczna struga w Toruniu, wykopana w XIX w. w celu zasilania fosy fortu Przyczółek Mostowy. Obecnie jest we większości skanalizowana, tylko krótki odcinek płynący przez Park Tysiąclecia jest odkryty. Do strugi jest podłączona większość kanalizacji deszczowej osiedla Stawki.